# Lytta peninsularis
Lytta peninsularis es una especie de coleóptero de la familia Meloidae.

## Distribución geográfica
Habita en Cabo San Lucas.